# De Zandjan
De Zandjan is een beeld in de Vlaams-Brabantse plaats Keerbergen.
Het beeld werd in 1986 vervaardigd door Daniël Schelfhout en in 1996 geplaatst voor het gemeentehuis.
Het stelt een zandleurder of zandjan voor, zoals die vroeger met een kruiwagen het gewonnen en gewassen witte zand naar de markten in de wijde omgeving vervoerden om het daar te verhandelen. Het werd gebruikt om de vloer mee te bedekken, wat niet enkel hygiënisch was maar ook stofontwikkeling tegenhield.